# USAir-Flug 5050
Auf dem USAir-Flug 5050 (Flugnummer IATA: US5050, ICAO: USA5050, Funkrufzeichen: US AIR 5050) verunglückte am 20. September 1989 eine Boeing 737-401 der USAir, mit der ein Flug zum Charlotte Douglas International Airport durchgeführt werden sollte, beim Start vom LaGuardia Airport und stürzte in die Bowery Bay. Bei dem Zwischenfall wurden zwei Passagiere getötet, es gab 21 Verletzte.

## Maschine
Bei dem verunglückten Flugzeug handelte es sich um eine Boeing 737-401, die zum Zeitpunkt des Unfalls 10 Monate alt war. Die Maschine wurde im Werk von Boeing in Renton im Bundesstaat Washington endmontiert und absolvierte am 9. Dezember 1988 ihren Erstflug, ehe sie am 23. Dezember 1988 neu an die Piedmont Airlines ausgeliefert wurde, welche die Maschine mit dem Luftfahrzeugkennzeichen N416US zuließ. Die Boeing 737-400 war zu diesem Zeitpunkt ein völlig neu eingeführter Flugzeugtyp und Piedmont Airlines seit dem 15. September 1988 der weltweit erste Betreiber desselben. Das Flugzeug trug die Werknummer 23884, es handelte sich um die 1643. Boeing 737 aus laufender Produktion. Nachdem die Piedmont Airlines in USAir umfirmiert wurde, ging die Maschine zum 5. August 1989 bei ihrer neuen Eigentümerin in Betrieb. Das zweistrahlige Schmalrumpfflugzeug war mit zwei Triebwerken des Typs CFMI CFM56-3B2 ausgestattet. Bis zum Zeitpunkt des Unfalls hatte die Maschine eine kumulierte Betriebsleistung von 2.235 Betriebsstunden bei 1.730 Starts und Landungen absolviert.

## Besatzung
Es befand sich eine sechsköpfige Besatzung an Bord der Maschine. Die Flugbesatzung bestand aus einem Flugkapitän und einem Ersten Offizier
- Flugkapitän war der 36-jährige Michael Martin, der erstmals im Jahr 1979 bei der United States Air Force zum Piloten ausgebildet wurde und bei dieser Maschinen vom Typ Lockheed C-130 Hercules flog. Martin verfügte über gültige Musterberechtigungen für die Flugzeugtypen de Havilland Canada DHC-4 und Boeing 737. Piedmont Airlines stellte Martin am 9. Juli 1984 ein, am 13. Juli 1984 qualifizierte er sich für den Rang des Flugingenieurs an Bord der Boeing 727 und flog bis zum August 1985 in diesem Rang in Maschinen dieses Typs. Am 9. August 1985 absolvierte Martin die Theorieausbildung auf der Boeing 737-200, nach 34 Stunden im Flugsimulator und 1,7 Stunden in der Maschine schloss er das Flugtraining am 27. August 1985 ebenfalls erfolgreich ab. Am 19. September 1986 absolvierte er das Flugtraining für die Boeing 737-300, am 19. Mai 1989 jenes für die Boeing 737-400, beide im Rang des Ersten Offiziers. Eigenen Aussagen zufolge habe er „zwischen fünf und zehn“ Startabbrüche im Flugsimulator trainiert, die alle nach simulierten Triebwerksdefekten erfolgt waren. Im Cockpit einer Boeing 737 habe er einen Startabbruch erlebt, als bei einer niedrigen Rollgeschwindigkeit ein Warnton ertönte. Im Juni 1989 hatte der Flugkapitän ein Flugtraining als Kandidat für die Rolle des Flugkapitäns an Bord von Maschinen der Typen Boeing 737-300 und -400 aufgenommen. Am 28. Juni 1989 absolvierte Martin die Theorieausbildung, die Flugausbildung absolvierte er am 9. Juli 1989, nachdem er 22 Flugstunden in der Boeing 737-300 und vier Stunden eines linienflugbetriebsorientierten Trainings am Flugsimulator abgeleistet hatte. Die Weiterbildung Martins zum Flugkapitän wurde zweimal unterbrochen, einmal aufgrund eines Einsatzes als Reservist der United States Air Force und einmal aufgrund einer leichten Erkrankung. Prüfkapitäne der USAir beurteilten die fliegerische Leistung Martins als „durchschnittlich“. Ein Prüfkapitän gab zu Protokoll, dass es Martin nicht schwer falle, im Cockpit Entscheidungen zu treffen. Martin war nicht im Crew Resource Management geschult worden. Der Flugkapitän verfügte über 5.525 Stunden Flugerfahrung, wovon er 1.500 als regulärer Pilot oder Reservist der United States Air Force abgeleistet hatte, 97 Flugstunden hatte er als Pilot flying an Bord der Lockheed C-130 absolviert. Martin hatte insgesamt 2.625 Stunden Flugerfahrungen in allen Varianten von Maschinen des Typs Boeing 737 gesammelt. Seine Flugerfahrung als Flugkapitän an Bord der Boeing 737-400 belief sich auf 140 Stunden.
- Der 29-jährige Erste Offizier Constantine Kleissas war im Mai 1989 durch Piedmont Airlines eingestellt worden. Am 14. Juli 1989 schloss er die Theorieeinheiten seiner Ausbildung und am 8. August 1989 seine praktische Ausbildung zum Ersten Offizier an Bord der Boeing 737 ab. Er hatte zu diesem Zeitpunkt 24 Flugstunden im Flugsimulator sowie 1,1 Flugstunden im Cockpit der Boeing 737 absolviert. Der Erste Offizier verfügte zum Unfallzeitpunkt über 3.287 Stunden Flugerfahrung, wovon er die meisten Stunden jedoch in kleinen Flugzeugen sowie Zubringerflugzeugen mit Turboproptriebwerken absolviert hatte. Seine Flugerfahrung in Maschinen der Typen Boeing 737-300 und -400 belief sich dagegen nur auf 8,3 Flugstunden. Auch der Erste Offizier hatte keine Schulung im Crew Resource Management erhalten. Der Unfallflug war der erste, auf dem Kleissas nicht mehr durch einen Prüfkapitän beaufsichtigt wurde.
- Darüber hinaus befanden sich die vier Flugbegleiter Wayne Reed, Kelly Donovan, Susan Harrelson Gilliam und Jolynn Galmish an Bord.

## Passagiere und Flugplan
Der US-Air-Flug 5050 diente an diesem Tag als Ersatz für die Linienverbindung auf USAir-Flug 1846, die ebenfalls vom LaGuardia Airport zum Charlotte Douglas International Airport führen sollte, an diesem Tag jedoch ausgefallen war. Den Flug hatten 57 Passagiere angetreten.

## Unfallhergang

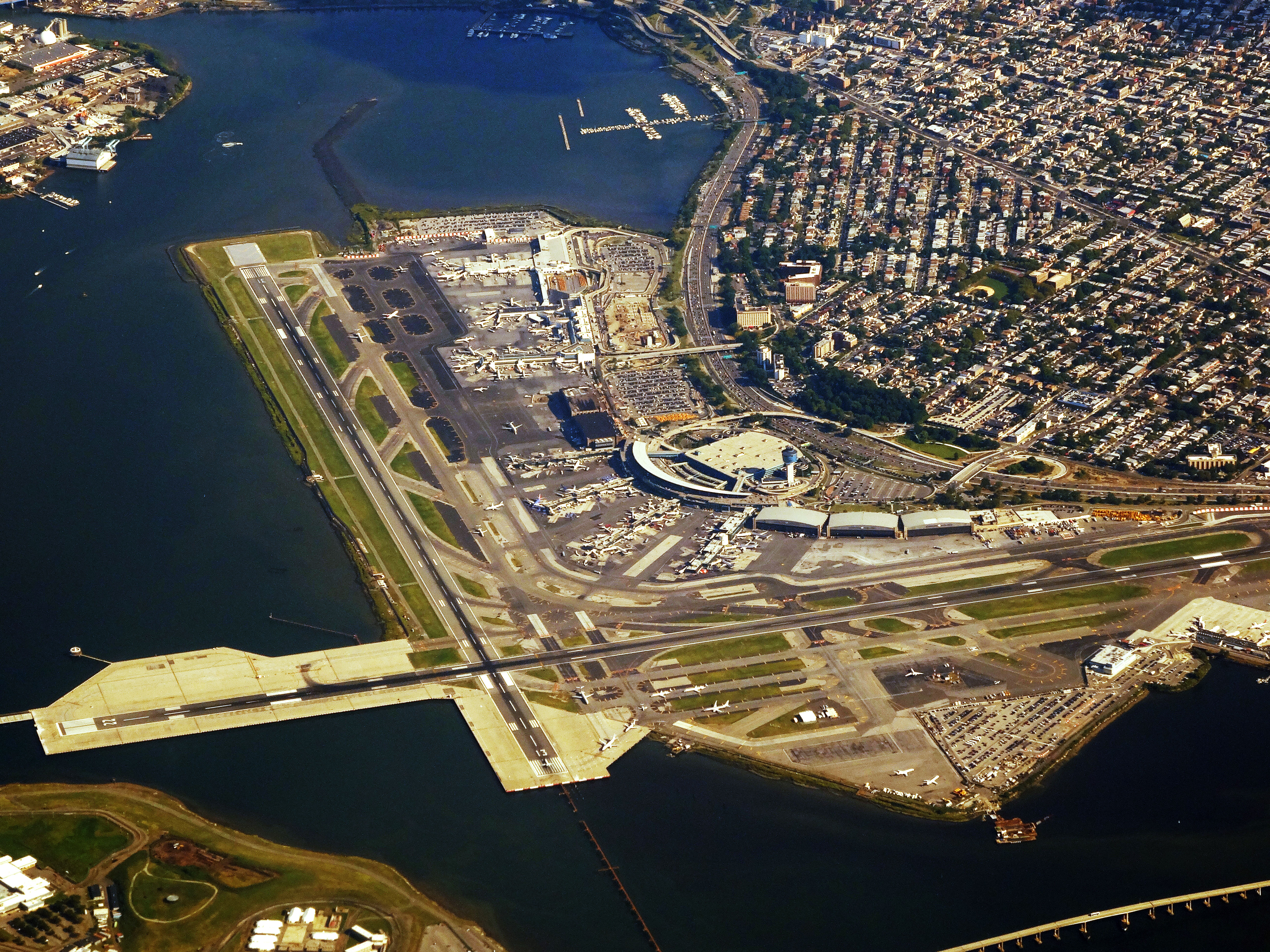
Luftansicht des LaGuardia Airport, im unteren Bereich das Ende der Startbahn 31 mit dem Steg, bei dem sich der Flugunfall ereignete

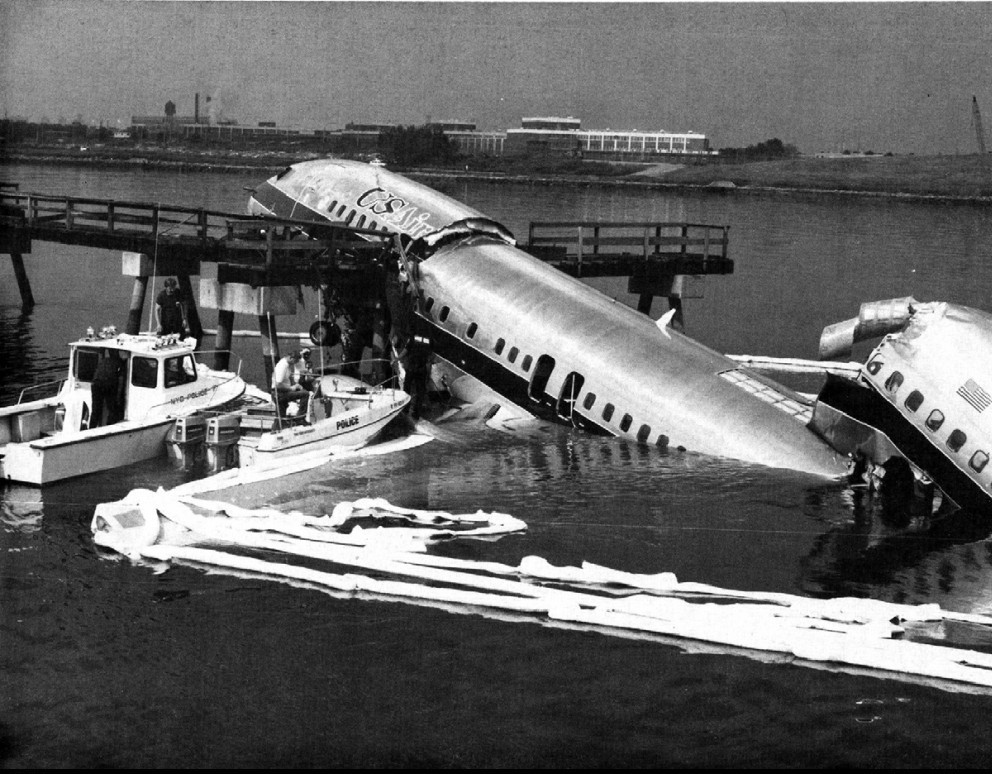
Das Wrack der Maschine nach dem Unfall

Die Flugbesatzung hatte eine Freigabe zum Start von Startbahn 31 erhalten, welche eine Länge von 7.000 Fuß (ca. 2.134 Meter) hatte und hinter der sich ein auf Pfeilern gestützter Steg anschloss, auf dem sich die Anflugbefeuerung befand und welcher in die Bowery Bay hineinragte. Der Kapitän besprach vor dem Abflug keine möglichen Notfallmaßnahmen wie Startabbrüche mit dem Ersten Offizier, obwohl der Start bei Dunkelheit, schlechter Sicht und regennasser Startbahn durchgeführt wurde. Kurz nach Beginn des Startlaufs begann die Maschine nach links auszubrechen. Der Flugkapitän korrigierte, indem er die Bugradsteuerung betätigte. Im nächsten Augenblick waren ein lauter Knall und ein Poltern zu hören. Der Knall erfolgte, nachdem der Reifen des linken Bugrads von der Felge gerissen wurde, was eine Folge der Fehlbedienung der Bugradsteuerung durch den Flugkapitän war. Der Flugkapitän übernahm daraufhin die Kontrolle der Maschine vom Ersten Offizier, jedoch gelang es ihm nicht mehr, die Boeing auf der verbliebenen Landebahnlänge zu stoppen. Die Maschine überrollte das Landebahnende und stürzte in die dahinterliegende Bowery Bay. Der Rumpf brach dabei in drei Teile, wobei der vordere Teil auf dem Steg abgestützt in der Luft hängen blieb. Der mittlere und hintere Rumpfteil versanken teilweise im Wasser.

## Evakuierung
Bei der Evakuierung der Maschine wurden alle Ausgänge außer den Türen L1 und L2 verwendet. Der Purser Wayne Reed konnte die Tür L1 nicht öffnen, die Tür L2 wurde von der Flugbegleiterin Kelly Donovan zunächst geöffnet, jedoch gleich wieder geschlossen, als Wasser in die Kabine einzudringen begann. Die Flugbegleiterin Susan Harelson fuhr die Notrutsche bei Tür R1 aus; Die Rutsche bei Tür R2 wurde vor dem Öffnen der Tür deaktiviert, da die Flugbegleiterin Jolynn Galmish befürchtete, die Rutsche würde nach dem Aktivieren nach oben abgebogen und damit den Ausgang blockieren. Alle vier über den Tragflächen befindlichen Notausgänge wurden bei der Evakuierung verwendet.
Ungefähr 20 Passagiere standen bei der Evakuierung auf der linken Tragfläche, welche sich über dem Wassers befand. Jemand löste das Notseil oberhalb des linken, über der Tragfläche befindlichen Notausganges und befestigte es an der Tragflächenwurzel. Die 20 Passagiere, darunter eine Frau mit zwei Kindern im Alter von 5 Jahren sowie acht Monaten, hielten sich an diesem Seil fest. Auf der rechten Seite war das Notseil ebenfalls gelöst worden, jedoch wusste man dort nicht, dass dieses festgebunden werden müsse. Die Evakuierten hielten sich an dem Seil fest, um sich bis zu ihrer Rettung über Wasser zu halten. Einige Passagiere, die nach der Evakuierung ins Wasser gestiegen waren, wurden durch die Strömung vom Wrack weg und unter den Steg getrieben. Die Besatzungsmitglieder warfen den Passagieren, von denen einige nicht schwimmen konnten, als Rettungsflöße nutzbare Sitzkissen sowie Rettungswesten zu. Mehrere Personen beklagten sich, dass sie sich nicht an den als Rettungsflößen vorgesehenen Sitzkissen festhalten konnten oder dass diese sie nicht über Wasser gehalten hätten. Einige Passagiere hielten sich an den Pfählen des Stegs oder Trümmern der Maschine fest. Einige Passagiere hätten Treibstoff verschluckt, der auf der Wasseroberfläche trieb. Mehrere Passagiere beklagten sich darüber, dass die Wellen der Rettungsboote und der durch einen Rettungshubschrauber erzeugte Wind es ihnen erschwert habe, ihre Köpfe über Wasser zu halten. Eine Passagierin beklagte sich, sie habe sich einen Bruch des rechten Knöchels und eine Prellung der Hand erlitten, als ein Rettungsboot sie beim Zurücksetzen erfasst habe.
Die letzten Passagiere, die in den Sitzen 21F und 22A gefangen waren, wurden ungefähr 90 Minuten nach dem Unfall befreit. Zwei der 57 Passagiere wurden bei dem Unfall getötet. Fünfzehn weitere Passagiere wurden verletzt, davon einer schwer.

## Unfalluntersuchung
Der Unfall wurde durch das National Transportation Safety Board untersucht. Der entsprechende Abschlussbericht wurde am 18. Oktober 1990 veröffentlicht. Die Ermittler stellten zahlreiche Mängel bei der Koordination zwischen den Mitgliedern der Flugbesatzung fest, welche sich auf das Unfallresultat ausgewirkt hätten:
- Das Versäumnis des Flugkapitäns während der 9 Stunden, die die Besatzungsmitglieder vor dem Unfall zusammen verbracht haben, allem voran vor den Starts auf dem Baltimore-Washington International Airport und dem LaGuardia Airport, eine erweiterte Einweisung oder eine Notfallbesprechung einzuleiten.
- Die Entscheidung des Flugkapitäns, den Start von einer kurzen und regennassen Startbahn mit deaktivierten automatischen Bremsen durchzuführen, was den Betriebsbestimmungen der Fluggesellschaft und des Betreibers widersprach.
- Das Versäumnis der Besatzung, ein vertrimmtes Seitenruder beim Abarbeiten der Checklisten vor dem Start zu bemerken.
- Das folgende Versäumnis der Besatzung, die Seitenruderfehlstellung anhand der Fehlstellung der Seitenruderpedale oder der Anzeige während des Rollvorgangs oder während des Wartens auf die Startfreigabe zu erkennen.
- Der Erste Offizier habe es versäumt, vor dem Startlauf den korrekten Knopf zu betätigen, um die Schubautomatik für den Start zu aktivieren. Er habe die Schubhebel manuell betätigt, was zu einer Verzögerung des Beschleunigungsvorgangs und damit einer Verlängerung des erforderlichen Weges für den Startlauf führte. Aufgrund eines zu niedrig eingestellten Schubs am linken Triebwerk sei es zudem zu einer Schubasymmetrie gekommen, die das Problem mit dem Geradeauslauf der Maschine noch weiter verschlimmerte.
- Während des Startlaufs sei es dem Flugkapitän nicht gelungen, die Kontrolle über die Maschine auf eine gemäßigte und professionelle Weise zu übernehmen, sodass es zu einer Verwirrung im Cockpit darüber kam, wer für die Steuerung der Boeing zuständig sei. Aufgrund der unzureichenden Kommunikation hätten beide Piloten gleichzeitig versucht, die Richtungskontrolle über die Maschine zu erlangen, wodurch keiner von beiden sie völlig erlangen konnte.
- Der Flugkapitän habe es versäumt, die Geschwindigkeiten auszurufen und die Geschwindigkeit vor dem Einleiten des Startabbruchs zu überprüfen. Die Entscheidungsgeschwindigkeit habe bei 125 Knoten (ca. 232 km/h) gelegen, der Flugkapitän habe jedoch erst bei 130 Knoten (ca. 241 km/h) den Startabbruch eingeleitet.
- Der Flugkapitän habe die Entscheidung für den Startabbruch nicht mithilfe von Standardausdrücken kommuniziert, wodurch der Erste Offizier verwirrt war und nicht wusste, welche Handlung er als Nächstes ausführen sollte.
- Dem Flugkapitän sei es ferner nicht gelungen, den Bremsvorgang abrupt und entschlossen einzuleiten. Stattdessen habe er versucht, die Maschine durch eine Ungleichverteilung der Bremslast zu steuern beziehungsweise in einen Geradeauslauf zu bringen. Dies habe eine effektive Bremsung bis zu einem Zeitpunkt von fünfeinhalb Sekunden nach Einleiten des Startabbruchs verzögert. Die Bremswerte lagen unterhalb derer, die auf der regennassen Fahrbahn zu erreichen gewesen wären. Die Ermittler kamen zu der Erkenntnis, dass die Maschine bei einer korrekten Bremsung auf dem verbliebenen Stück der Startbahn hätte zum Stehen gebracht werden können.

Darüber hinaus habe es die Besatzung während des Rollvorgangs versäumt, an der Rollbahn GOLF GOLF zu halten, wobei dieses Versäumnis laut den Unfallermittlern nicht zu dem Unfall beigetragen hatte.

### Vertrimmung des Seitenruders

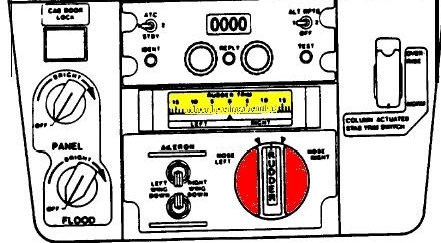
Der Drehknopf zur Justierung des Seitenruders (rot) und die Anzeige der Seitenruderstellung (gelb). In der Abbildung befindet ist die Anzeige in der Nullstellung ausgerichtet. Dies wäre die korrekte Konfiguration für einen Start der Maschine gewesen.

Die Ermittler stellten bei der Analyse des Flugdatenschreibers fest, dass das Seitenruder nach links vollausgeschlagen wurde, als die Maschine am Flugsteig geparkt war. Da der Flugdatenschreiber während des Parkvorgangs nicht aktiv war, konnten die Ermittler nicht bestimmen, wodurch das Seitenruder vertrimmt wurde. Es wurde gemutmaßt, dass jemand im Jumpseat Platz genommen und seine Füße am Bedienungspult abgestützt und dabei versehentlich den Drehschalter verstellt hatte. Bei diesem Knopf ragte früher ein flacher und gerader Teil heraus. Infolge des Ereignisses wurden alle 737 mit einem abgerundeten Rudertrimmknopf und einem höheren Kamm um den hinteren Teil des Sockels nachgerüstet, um ein ähnliches Ereignis zu verhindern.
Die Vertrimmung des Seitenruders hätte vor dem Start entdeckt werden müssen, doch die Piloten versäumten es beim Abarbeiten der Checklisten vor dem Start sich zu vergewissern, dass sich dieses in der Nullstellung befand. Dem Flugkapitän sei zudem während des Rollens vom Flugsteig zur Startposition entgangen, dass die Pedale der Seitenrudersteuerung um 4,25 Zoll (ca. 10,8 cm) versetzt waren und das Bugfahrwerksrad um vier Grad nach links ausgerichtet war.
Wenn die Rudertrimmung wie für den Start erforderlich auf null Grad zentriert ist, werden die Ruderpedale so angepasst, dass die Beine des Kapitäns für jedes Pedal im gleichen Winkel ausgestreckt werden und die Bugradlenkung des Flugzeugs nicht weiter versucht, die Maschine nach links auszurichten.
Das NTSB konnte nicht nachvollziehen, warum der Flugkapitän das fehlerhaft getrimmte Ruder während der Zeit, in der das Flugzeug zum Start rollte, nicht erkennen konnte, was aufgrund der abnormalen Verschiebung der Ruderpedale und die Tendenz des Flugzeugs, weiter nach links zu drehen, eigentlich für ihn offensichtlich hätte sein müssen.
Im Bericht wurden als Sicherheitsdefizite das Design und die Position der Rudertrimmsteuerung der Boeing 737-400, die Koordination und Kommunikation der Flugbesatzung während des Starts, die Zusammensetzung der Besatzung und die Überlebensaspekte bei dem Unfall beanstandet. Entsprechende Sicherheitsempfehlungen zu diesen Punkten wurden an die Federal Aviation Administration und die Port Authority of New York and New Jersey übermittelt.

### Unterbliebene Tests der Piloten auf Alkohol und Drogen
Die für die beiden Piloten zuständige Pilotengewerkschaft Air Line Pilots Association, International (ALPA) schirmte die beiden Männer nach dem Unfall für einen längeren Zeitraum von der Öffentlichkeit ab und weigerte sich auch gegenüber den NTSB-Ermittlern, deren Aufenthaltsort mitzuteilen. Dies zog sich bis zu einem Zeitpunkt hin, zu dem toxikologische Untersuchungen auf Alkohol und Drogen wertlos gewesen wären. Dies verärgerte die Ermittler so sehr, dass sie eine ungewöhnlich scharfe Kritik in ihren offiziellen Untersuchungsbericht aufnahmen:
The Safety Board is extremely concerned that no federal investigators were allowed to speak to the pilots of flight 5050 until almost 40 hours after the accident. Specific requests to USAir and ALPA to interview the pilots and to have them provide toxicological samples were made about ten hours and again about 20 hours after the accident. USAir representatives stated they did not know where the pilots were sequestered. The Air Line Pilots Association representatives initially stated that they also did not know where the pilots were, then later stated that their location was being withheld so they could not be found by the media. This complicated the investigative process to a great degree. The sequestering of the pilots for such an extended period of time in many respects borders on interference with a federal investigation and is inexcusable.
Das NTSB ist äußert besorgt über die Tatsache, dass Bundesermittlern die Möglichkeit, mit den Piloten von Flug 5050 zu sprechen, bis zu einem Zeitraum von fast 40 Stunden nach dem Zwischenfall verwehrt wurde. Entsprechende Anfragen an USAir und ALPA, die Piloten befragen zu dürfen und toxikologische Proben entnehmen zu dürfen wurden zehn und 20 Stunden nach dem Unfall gestellt. Vertreter von USAir äußerten, sie wüssten nicht, wo sich die Piloten befänden. Vertreter von ALPA äußerten zunächst, dass sie ebenfalls nicht wüssten, wo sich die Piloten befänden, teilten später jedoch mit, dass deren Aufenthaltsort geheim gehalten würde, damit sie nicht durch die Medien aufgesucht werden konnten. Dies erschwerte die Untersuchung erheblich. Das Abschirmen der Piloten für einen derart langen Zeitraum grenzt in vielerlei Hinsicht an die Behinderung einer Bundesermittlung und ist unentschuldbar.
Die Federal Aviation Administration (FAA) war im Begriff, Vorladungen vorzubereiten, um die Piloten zu zwingen, sich den NTSB-Unfallermittlern vorzustellen, als die Piloten etwa 44 Stunden nach dem Unfall endlich nachgaben und auftauchten. Die FAA veranlasste eine Notsuspendierung ihrer Lizenzen, weil sie gegenüber den Ermittlern nicht unmittelbar nach dem Unfall vorstellig wurden. Ein FAA-Beamter sagte, die Piloten hätten Anspruch auf Rechtsbeistand, aber es sei eine Vorschrift, dass sie nach einem Unfall mit der FAA sprechen müssten.
Die Piloten wurden gebeten, sowohl Blut- als auch Urinproben zur Verfügung zu stellen. Auf Anraten ihres ALPA-Anwalts weigerten sie sich, Blutproben zur Verfügung zu stellen, gaben jedoch Urinproben ab. ALPA-Vertreter weigerten sich, auf Fragen von Medienreportern zu antworten. Lokale Strafverfolgungsbeamte versuchten, Gerüchte aufzuspüren, denen zufolge der Erste Offizier der Polizei der Hafenbehörde nach dem Absturz mitgeteilt habe, dass der Kapitän „kurz vor dem Start murmelte und irrational handelte“. Sie konnten jedoch nie Zeugen ausfindig machen, um dieses Gerücht zu untermauern.
Die FAA widerrief die Lizenzen der Piloten kurz nach deren endgültigen Erscheinen.

### Unfallursache
Das National Transportation Safety Board stellte fest, dass die wahrscheinliche Ursache für diesen Unfall darin bestand, dass der Kapitän seine Befehlsgewalt nicht rechtzeitig ausgeübt hatte, um den Start abzubrechen oder eine ausreichende Kontrolle über die Maschine zu erlangen, um den mit einem fehlgetrimmten Seitenruder eingeleiteten Start fortzusetzen. Ebenfalls ursächlich sei das Versäumnis des Kapitäns gewesen, die fehlerhafte Trimmung des Seitenruders zu erkennen, bevor der Startlauf durchgeführt wurde.